# Хурцидзе, Нино
Нино Хурцидзе (груз. ნინო ხურციძე; 28 сентября 1975 — 22 апреля 2018, Тбилиси, Грузия) — грузинская шахматистка, международный мастер (1999).

## Биография
Чемпионка мира по шахматам среди девушек до 16 лет (1991).
Двукратная чемпионка мира по шахматам среди девушек до 20 лет (1993, 1995).
В составе сборной Грузии участница пяти Олимпиад (1998—2002, 2006, 2012), 3-х командных чемпионатов мира (2007, 2011—2013) и 7-ми командных чемпионатов Европы (1999, 2003—2013).
В 2017 году у Нино Хурцидзе обнаружилась злокачественная опухоль. Операция и курсы химиотерапии не смогли помочь грузинской шахматистке, и 22 апреля 2018 года она ушла из жизни.

## Изменения рейтинга
| График не отображается по техническим причинам. Чтобы исправить это, воспроизведите график в новом формате, если это возможно. |

## Посвящения

#### Памяти Нино Хурцидзе[7]
Случилось вновь: бесстрастная рука
Взметнулась и зависла на мгновенье.
Ушла Нино, и все ее войска
Застыли на местах в оцепененьи.
Почетным караулом в час беды
Хранят секреты всех твоих достоинств
Недвижные колонны и ряды
Прервавших битву черно-белых воинств.
Улыбка и печаль в чертах лица,
Что помнится далеким и знакомым.
Не бьют часы. И лишь сердца, сердца
Куют секунды вслед за метрономом.
Так в мире стало пусто без тебя...
Роняет слезы древняя Каисса.
И цепи гор склоняются, скорбя,
Вокруг осиротевшего Тифлиса.
Апрель 2018